# Kastélyosdombó
Kastélyosdombó é um município da Hungria, situado no condado de Somogy. Tem 13,08 km² de área e sua população em 2019 foi estimada em 268 habitantes.